# Zeʾev
Zeʾev (hebräisch זְאֵב səʾēw, [zɛ̝ˈʔɛ̝v]) ist ein männlicher Vorname.

## Herkunft und Bedeutung
Bei Zeʾev handelt es sich um die englische bzw. internationale Transkription des Namens זְאֵב. Die deutsche Transkription lautet Seʾew.
Der Name bedeutet „Wolf“. Aufgrund der biblischen Verwendung hat der Wolf in der jüdischen Tradition eine besondere Symbolik.

## Verbreitung
Der Name wird bereits in der Bibel von einem midianitischen Fürsten getragen (Ri 7,25 , Ri 8,3 , Ps 83,12 ). Deutsche Bibeln übertragen ihn in der Regel mit Seeb (außer: SLT: Seb, NLB: Zeeb).
Vermutlich geriet der Name schließlich in Vergessenheit. Benjamin Zeʾev ben Mattathias von Arta ist im frühen 16. Jahrhundert der einzige bekannte Namensträger. Dabei ist unklar, ob es sich bei Benjamin Zeʾev um einen tatsächlichen Vornamen oder um ein literarisches Pseudonym handelt, oder ob es in Anlehnung an Gen 49,27  als Satz „Benjamin, der Wolf“ bzw. „Benjamin ist ein Wolf“ zu übersetzen ist.
Auch wenn Benjamin Zeʾev in dieser Zeit als Doppelname vergeben wurde, lässt sich dadurch nicht belegen, dass Zeʾev auch als eigenständiger Name geläufig war.
Später war zunächst der Doppelname Benjamin Zeʾev aufgrund seines biblischen Hintergrundes, später auch Zeʾev als Einzelname verbreitet.
Noch in den 1920er Jahren war Zeʾev ein sehr beliebter Jungenname. Die Popularität sank jedoch rasch bis in die 1980er Jahre hinein. Im Jahr 2020 lag Zeʾev in Israel auf Rang 164 der beliebtesten Jungennamen.
Unter jiddischsprachigen Juden wird statt des hebräischen Namens mitunter der Vorname als Wolf beziehungsweise Welwel übersetzt vergeben.

## Varianten
- Dänisch: Ze’eb
- Deutsch: Seʾew, Seeb, Zev
- Englisch: Zeeb, Zev
- Französisch: Zéeb, Zeeb
- Griechisch: Ζηβ Zēb, Δοεβος Doebos
- Hebräisch: זְאֵב səʾēw
- Niederländisch: Zeëb, Zev
- Portugiesisch: Zeebe
- Spanisch: Zeeb, Zeb

## Namensträger

### Vorname
- Ze'ev Friedman
- Theodor Herzl (Pseudonym Binyamin Ze'ev)
- Wladimir Zeev Jabotinsky
- Binyamin Ze’ev Kahane
- Zeev Kun (1930–2024), israelischer Maler
- Ze’ev Levy
- Zeʾev Schiff
- Zeev Sherf
- Zeev Sternhell
- Zeev Suraski
- Walter Zeev Laqueur

### Familienname
- Avraham Ben Ze’ev († 2014), israelischer Dichter
- Yoram Ben-Zeev (* 1944), israelischer Diplomat